# Taça Brasil 1963
La Taça Brasil 1963 (in italiano Coppa Brasile 1963) è stata la 5ª edizione del torneo. Vi parteciparono le squadre vincitrici di 20 campionati statali disputati l'anno precedente.

## Formula
- Primo turno: 4 gruppi da 4 squadre ciascuno divisi geograficamente. Le squadre disputano semifinali e finale in modo da designare la vincitrice di ogni gruppo, che si qualifica alla fase seguente.
- Secondo turno: le 2 vincitrici dei gruppi si affrontano per determinare le finaliste. Le squadre sono divise per regione di provenienza in due zone (Nord e Sud)
- Fase finale: le 2 vincitrici si affrontano in semifinale con le squadre campioni di Guanabara e di San Paolo. Le due vincitrici si qualificano per la finale.

## Partecipanti
| Squadra          | Città          | Stato               |
| ---------------- | -------------- | ------------------- |
| ABC              | Natal          | Rio Grande do Norte |
| Atlético Mineiro | Belo Horizonte | Minas Gerais        |
| Bahia            | Salvador       | Bahia               |
| Botafogo         | Rio de Janeiro | Guanabara           |
| Campinense       | Campina Grande | Paraíba             |
| Capelense        | Capela         | Alagoas             |
| Ceará            | Fortaleza      | Ceará               |
| Confiança        | Aracaju        | Sergipe             |
| Defelê           | Brasilia       | Distretto Federale  |
| Londrina         | Londrina       | Paraná              |
| Fonseca          | Niterói        | Rio de Janeiro      |
| Grêmio           | Porto Alegre   | Rio Grande do Sul   |
| Metropol         | Criciúma       | Santa Catarina      |
| Paysandu         | Belém          | Pará                |
| Rio Branco-ES    | Cariacica      | Espírito Santo      |
| River            | Teresina       | Piauí               |
| Sampaio Corrêa   | São Luís       | Maranhão            |
| Santos           | Santos         | San Paolo           |
| Sport Recife     | Recife         | Pernambuco          |
| Vila Nova        | Goiânia        | Goiás               |

## Primo turno

### Gruppo Nord-Est

#### Ottavi di finale

##### Andata
| Campina Grande 21 luglio 1963 | Campinense | 2 – 2 | ABC |  |

| Maceió 21 luglio 1963 | Capelense | 3 – 1 | Confiança |  |

##### Ritorno
| [[Natal]] 28 luglio 1963 | ABC | 0 – 0 | Campinense |  |

| Aracaju 21 luglio 1963 | Confiança | 2 – 0 | Capelense |  |

##### Spareggi
| [[Natal]] 30 luglio 1963 | ABC | 2 – 4 | Campinense |  |

| Aracaju 30 luglio 1963 | Confiança | 3 – 1 | Capelense |  |

#### Quarti di finale

##### Andata
| Aracaju 11 agosto 1963 | Confiança | 2 – 0 | Campinense |  |

##### Ritorno
| Campina Grande 15 agosto 1963 | Campinense | 3 – 4 | Confiança |  |

#### Semifinale

##### Andata
| Fortaleza 25 agosto 1963 | Ceará | 2 – 4 | Confiança |  |

##### Ritorno
| Aracaju 28 agosto 1963 | Confiança | 1 – 0 | Ceará |  |

##### Spareggio
| Aracaju 1º settembre 1963 | Confiança | 0 – 2 | Ceará |  |

#### Finale

##### Andata
| Salvador 4 settembre 1963 | Bahia | 1 – 1 | Ceará |  |

##### Ritorno
| Fortaleza 11 settembre 1963 | Ceará | 0 – 0 | Bahia |  |

##### Spareggio
| Fortaleza 15 settembre 1963 | Ceará | 0 – 1 | Bahia |  |

### Gruppo Nord

#### Quarti di finale

##### Andata
| São Luís 7 agosto 1963 | Sampaio Corrêa | 3 – 0 | River |  |

##### Ritorno
| Teresina 14 agosto 1963 | River | 2 – 0 | Sampaio Corrêa |  |

##### Spareggio
| Teresina 16 agosto 1963 | River | 2 – 1 | Sampaio Corrêa |  |

#### Semifinale

##### Andata
| Teresina 1º settembre 1963 | River | 1 – 3 | Paysandu |  |

##### Ritorno
| Belém 7 settembre 1963 | Paysandu | 1 – 0 | River |  |

#### Finale

##### Andata
| Belém 15 settembre 1963 | Sport | 0 – 1 | Paysandu |  |

##### Ritorno
| Recife 19 settembre 1963 | Paysandu | 2 – 0 | Sport |  |

### Gruppo Sud

#### Semifinale

##### Andata
| Criciúma 11 agosto 1963 | Londrina | 2 – 3 | Metropol |  |

##### Ritorno
| Criciúma 18 agosto 1963 | Metropol | 2 – 1 | Londrina |  |

#### Finale

##### Andata
| Porto Alegre 11 settembre 1963 | Grêmio | 1 – 1 | Metropol |  |

##### Ritorno
| Criciúma 11 settembre 1963 | Metropol | 0 – 2 | Grêmio |  |

### Gruppo Centro

#### Quarti di finale

##### Andata
| Brasília 21 luglio 1963 | Defelê | 0 – 2 | Vila Nova |  |

| Niterói 27 luglio 1963 | Fonseca | 1 – 0 | Rio Branco |  |

##### Ritorno
| Goiânia 28 luglio 1963 | Vila Nova | 3 – 0 | Defelê |  |

| Vitória 4 agosto 1963 | Rio Branco | 3 – 0 | Fonseca |  |

##### Spareggio
| Vitória 6 agosto 1963 | Rio Branco | 3 – 3 | Fonseca |  |

#### Semifinale

##### Andata
| Goiânia 11 agosto 1963 | Vila Nova | 1 – 0 | Rio Branco |  |

##### Ritorno
| Vitória 18 agosto 1963 | Rio Branco | 1 – 0 | Vila Nova |  |

##### Spareggio
| Vitória 18 agosto 1963 | Rio Branco | 1 – 0 | Vila Nova |  |

#### Finale

##### Andata
| Belo Horizonte 5 settembre 1963 | Atlético Mineiro | 1 – 0 | Rio Branco |  |

##### Ritorno
| Vitória 12 settembre 1963 | Rio Branco | 1 – 1 | Atlético Mineiro |  |

## Secondo turno

### Zona Nord

#### Finale

##### Andata
| Recife 1963 | Sport | 0 – 0 | Bahia |  |

##### Ritorno
| Salvador 1963 | Bahia | 1 – 0 | Sport |  |

### Zona Sud

#### Finale

##### Andata
| Belo Horizonte 2 ottobre 1963 | Atlético Mineiro | 1 – 1 | Grêmio |  |

##### Ritorno
| Porto Alegre 10 ottobre 1963 | Grêmio | 2 – 1 | Atlético Mineiro |  |

## Fase finale

### Semifinali

#### Andata
| Salvador 17 ottobre 1963 | Bahia | 1 – 0 | Botafogo |  |

| Porto Alegre 16 gennaio 1964 | Grêmio | 1 – 3 | Santos |  |

#### Ritorno
| Rio de Janeiro 30 ottobre 1963 | Botafogo | 0 – 0 | Bahia |  |

| Santos 19 gennaio 1964 | Santos | 4 – 3 | Grêmio |  |

### Finale

#### Andata
| Santos 25 gennaio 1964 | Santos | 6 – 0 | Bahia |  |

#### Ritorno
| Arbitro: | Marques |

|  |           |               |
|  | Marcatori | 28’, 85’ Pelé |

## Verdetti
- Santos vincitore della Taça Brasil 1963 (ma già qualificato alla Coppa Libertadores 1964 in qualità di campione in carica).
- Bahia qualificato alla Coppa Libertadores 1964.